# Ureche medie

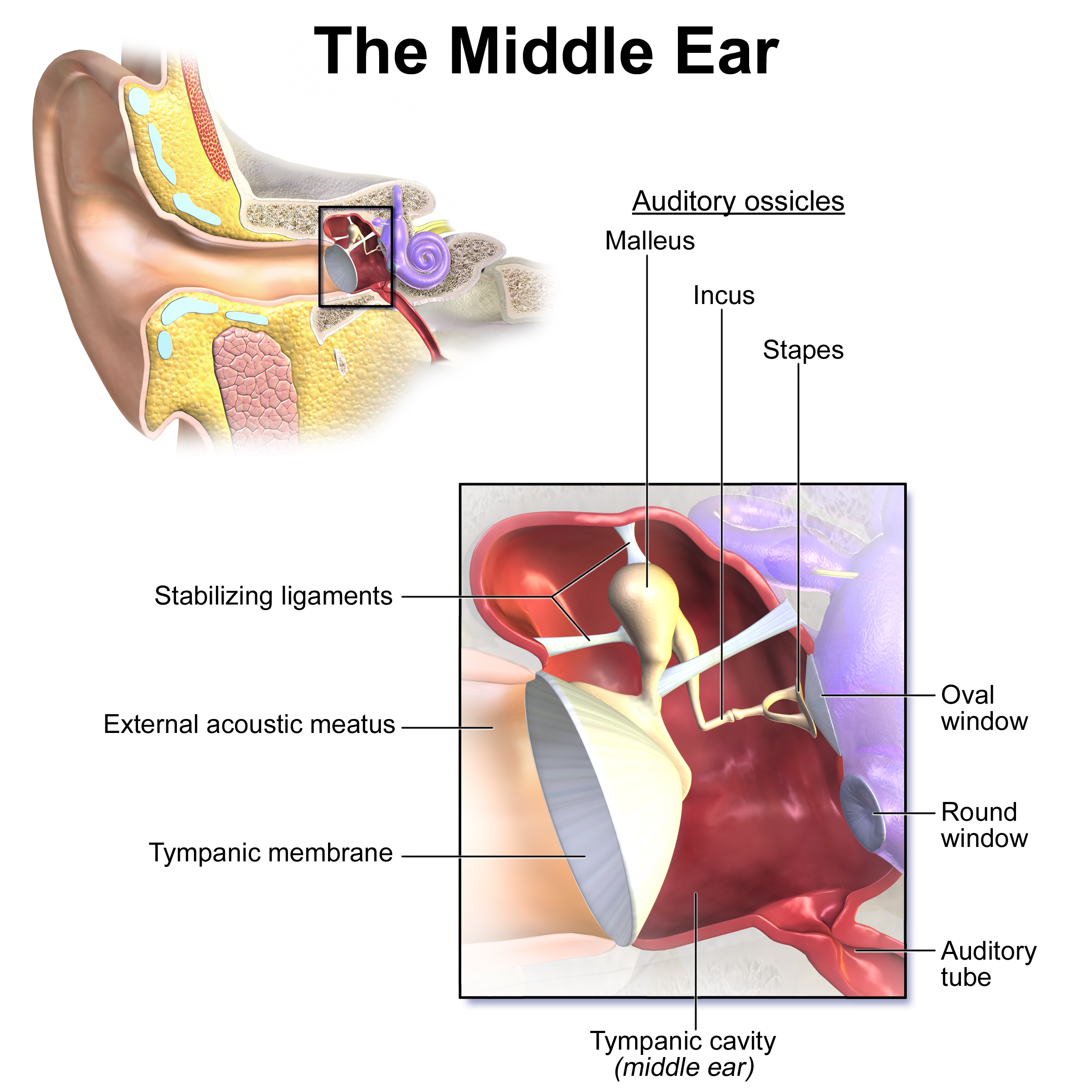
Urechea medie

Urechea medie (Auris media) este partea mijlocie a urechii și este alcătuită din membrana timpanică, trompa lui Eustachio și ferestrele ovale si rotunde. În cavitatea timpanică sunt conținute oscioarele urechii medii.  Timpanul are rolul de a transforma sunetele colectate de urechea externă în vibrații, acestea fiind trimise celor trei oscioare (ciocan, nicovală și scăriță). La rândul lor, ele trimit vibrațiile către urechea internă. 